# Gustave Vuillemot
Pour les articles homonymes, voir Vuillemot.
Gustave Vuillemot, né le 5 février 1912 à Bou-Sfer en Algérie et mort le 1er mai 2013 à Beaugency en France, est un archéologue français, spécialisé dans l'archéologie phénico-punique en Afrique du Nord.

## Biographie
Gustave Vuillemot est l'un des pionniers de l'archéologie phénicienne-punique. Sa contribution la plus importante est la classification des amphores. Dans ce système de classement, nommé le "R-1", r représente le site archéologique de Rachgoun.  
Il est né le 5 février 1912 à Bou-Sfer dans le département français d'Oran, en Algérie. Il a étudié à l'école primaire de sa ville natale, puis au lycée Lamoricière à Oran. Il a ensuite obtenu une licence en Droit à la Faculté de Droit et des Lettres d'Alger en 1932. Il suit ensuite les cours de l'école Coloniale à Paris de 1933 à 1934. Il sera D.Sc. de l'Antiquité en 1962.
En parallèle, au sein de la Société de géographie et d'archéologie d'Oran il a collaboré avec François Doumergue  ,conservateur du musée d'Oran. En 1935 il fait son service militaire. Il est ensuite mobilisé de 1939 à 1940. En 1942, il a épousé Laura Damaisin.
En 1945 il reprend la gestion de l'exploitation viticole familiale. Il mènera alors de front ses deux activités : agriculture et archéologie.
À partir de 1935, en collaboration avec François Doumergue, il participe à plusieurs enquêtes sur les temps préhistoriques en Afrique du Nord, et publie 3 brochures sur ce sujet. 
À partir de 1950 son intérêt va se focaliser sur les Phéniciens et les Puniques.  
Il est chargé par la Direction des Antiquités de l'Algérie de diriger les opérations sur les sites des Andalouses, Mersa Madakh, Rachgoun au sud de la Tafna.
En 1956, il a été nommé directeur-conservateur du musée Demaeght d'Oran (actuellement:Musée national Zabana d'Oran) qui abrite des collections concernant les Beaux-Arts, l'Archéologie, la Préhistoire et l'Histoire Naturelle.
En 1961, il a entrepris des fouilles dans le Mausolée de Beni-Rhénane à Beni Saf, avec son équipe. Fouille qui s'avère dangereuse, dans le climat de terreur et d'insécurité, qui se terminera par l'abandon.
En 1962, et à la suite de l'indépendance de l'Algérie, il regagne la France, où il est embauché par la Direction des musées de France et est nommé conservateur du musée Rolin à d'Autun en Saône-et-Loire, où est notamment conservé ce qui a été trouvé dans l'oppidum éduen de Bibracte.
Dans ce musée il organise de nombreuses expositions temporaires et entreprend de nombreuses actions pour faire connaître le patrimoine artistique et archéologique.
Il a aussi présidé l'Association des rapatriés en Algérie. 
En 1980, il a pris sa retraite. 
Sa  devise a toujours été : de la discrétion et de la modestie.

## Publications
- 1971, Vuillemot, G. Siga et son port fluvial en Antiquités africaines,  (ISSN 0066-4871), Nº 5, pages 39-86.
- 1972, Vuillemot, G. Centenaire d'André Suréda, peintre et graveur (1872-1930), exposition temporaire, mai-octobre.
- 1974, Vuillemot, G. La Renaissance à Autun, la chapelle Poillot : exposition, musée Rolin.
- 1975, Vuillemot, G. Pierre Quarré (1968) Statuaire autunoise de la fin du Moyen Âge, exposition. La Sculpture autunoise de la fin du Moyen Âge.
- 1975, Vuillemot, G. Antiquités méditerranéennes dans les collections du musée Rolin, exposition temporaire.
- 1955, Vuillemot, G. Le necropole punique du phare dans l’île de Rachgoun (Oran) en Libyca III.
- 1965, Vuillemot, G. Reconnaisances aux échelles puniques d'Oranie. Autun.
- 1964, Vuillemot, G. Fouilles du Mausolée de Beni Rhenane en Oranie en Cmtes Rendus de l'Académie de Inscriptions et Belles lettres, Paris.